# Bessenyei Antal
Bessenyei Antal (Puj, 1920. december 5. – 2001. március 5.) festő, pedagógus.

## Életútja
1920. december 5-én született Pujon, Erdély délnyugati részében, Hunyad megyében. Édesapja a vasútnál dolgozott Pujon mint raktárnok, majd főraktárnok. Édesanyja Magyarbánhegyesen, Békés megyében született. Ezzel magyarázható Bessenyei Antal kötődése mind Erdélyhez, mind Békés megyéhez. A trianoni döntés után édesapját a vasúttól eltanácsolták. A család Budapestre került, ott átélte – még csecsemőként – a vagonlakók sorsát. Később édesanyjával Magyarbánhegyesre költözött a nagyszüleihez. Ott végezte el az általános iskolát, amelynek során – a saját kifejezésével élve – az iskolai tanulmányok során „fedezte föl, hogy a ceruza az állandó jó pajtás, s a fehér papíron olyan képeket lehet kialakítani, amelyeket már meg is őrizhet az ember”. A békéscsabai reálgimnáziumban elvégezte az alsó négy osztályt. 1937 szeptemberétől a szegedi tanítóképzőben folytatta a tanulmányait. 1942 júniusában kapta meg a tanítói oklevelet.
1944 és 1949 között a Magyar Képzőművészeti Főiskolán tanult, mestere Pór Bertalan volt. Egyik alapító tagja a Dési Huber István Képzőművész Népi Kollégiumnak, emellett számottevő pedagógusi munkásságot fejtett ki. 1954-től Békés megye rajzszakfelügyelője volt, majd 1959-ben Szarvasra költözött, s itt a Felsőfokú Óvónőképző Intézetben tanított. Magyarországon és külföldön is vezetett művésztelepeket. 1984-ben Hévízre települt át, 1993-ban műgyűjteményét odaajándékozta a városnak.

## Egyéni kiállítások
- 1966 • Művelődési Ház, Szarvas
- 1975 • Vajda Péter Művelődési Központ, Szarvas
- 1976 • Művelődési Ház, Mohács • Úttörőház díszterme, Szarvas
- 1977 • Városi Művelődési Központ, Nyíregyháza
- 1978 • Jurisich-vár, Kőszeg
- 1981 • Vajda Péter Művelődési Központ, Szarvas
- 1986 • SZOT kamaragaléria, Hévíz.

## Válogatott csoportos kiállítások
- 1984 • V. Dunántúli Tárlat, Kaposvár

## Művek közgyűjteményekben
- Magyar Nemzeti Galéria, Budapest • Városi Gyűjtemény, Hévíz • Városi Gyűjtemény, Szigetvár.

## Írásos művek
- A kis barkácsoló (1967) Minerva
- Rajz és kézimunka II. (1972) Tankönyvkiadó Vállalat
- Praktikus ábrázolás az óvodában (1978) Tankönyvkiadó